# Пасынок (приток Юрьи)
Пасынок — река в России, протекает по Свердловской области. Устье реки находится в 14 км по правому берегу реки Юрья. Длина реки составляет 12 км.

## Данные водного реестра
По данным государственного водного реестра России относится к Иртышскому бассейновому округу, водохозяйственный участок реки — Тура от истока до впадения реки Тагил, речной подбассейн реки — Тобол. Речной бассейн реки — Иртыш.
Код объекта в государственном водном реестре — 14010501212111200004862.